# Curaçao
Curaçao (AFI [kurasão], în papiamentu: Kòrsou) este o insulă situată în partea de sud a Mării Caraibelor. Țara Curaçao (în engleză Country of Curaçao, în neerlandeză Land Curaçao;  în papiamentu: Pais Kòrsou) care include insula principală și o insulă mai mică nepopulată, Klein Curaçao ("Micul Curaçao"), este o țară consituentă a Regatului Țărilor de Jos. Are o populație de circa 150.000 de locuitori și o suprafață de 444 Km², iar reședința îi este la Willemstad.
Până la 10 octombrie 2010, când au fost desființate Antilele Olandeze, Curaçao era administrată ca Teritoriul Insular Curaçao (olandeză: Eilandgebied Curaçao, Island Territory of Curaçao, Papiamentu: Teritorio Insular di Kòrsou), fiind una din cele cinci teritorii insulare a fostelor Antile Olandeze.

## Etimologia numelui
Etimologia denumirii este necunoscută. Una dintre cele mai populare vehiculări este originea portugheză a cuvântului coração, care înseamnă „inimă”, referindu-se la insulă ca centru al comerțului. Negustorii spanioli au păstrat denumirea ca și Curazao, fiind perpetuată apoi de olandezi.
Pe o hartă creată de Hieronymus Cock în 1562 în Antwerp, insula era denumită Qúracao.
Patru corăbii al Marinei Regale Britanice au fost denumite după insulă între 1809 și 1942. Pentru toate s-a utilizat o scriere neuzuală: HMS Curacoa.

## Clima
| Date climatice pentru Curaçao (Hato Airport) | Date climatice pentru Curaçao (Hato Airport) | Date climatice pentru Curaçao (Hato Airport) | Date climatice pentru Curaçao (Hato Airport) | Date climatice pentru Curaçao (Hato Airport) | Date climatice pentru Curaçao (Hato Airport) | Date climatice pentru Curaçao (Hato Airport) | Date climatice pentru Curaçao (Hato Airport) | Date climatice pentru Curaçao (Hato Airport) | Date climatice pentru Curaçao (Hato Airport) | Date climatice pentru Curaçao (Hato Airport) | Date climatice pentru Curaçao (Hato Airport) | Date climatice pentru Curaçao (Hato Airport) | Date climatice pentru Curaçao (Hato Airport) |
| Luna                                         | Ian                                          | Feb                                          | Mar                                          | Apr                                          | Mai                                          | Iun                                          | Iul                                          | Aug                                          | Sep                                          | Oct                                          | Nov                                          | Dec                                          | Anual                                        |
| -------------------------------------------- | -------------------------------------------- | -------------------------------------------- | -------------------------------------------- | -------------------------------------------- | -------------------------------------------- | -------------------------------------------- | -------------------------------------------- | -------------------------------------------- | -------------------------------------------- | -------------------------------------------- | -------------------------------------------- | -------------------------------------------- | -------------------------------------------- |
| Maxima medie °C (°F)                         | 29.7 (85,5)                                  | 30.0 (86)                                    | 30.5 (86,9)                                  | 31.1 (88)                                    | 31.6 (88,9)                                  | 32.0 (89,6)                                  | 31.9 (89,4)                                  | 32.4 (90,3)                                  | 32.6 (90,7)                                  | 31.9 (89,4)                                  | 31.1 (88)                                    | 30.1 (86,2)                                  | 31,2 (88,2)                                  |
| Media zilnică °C (°F)                        | 26.5 (79,7)                                  | 26.6 (79,9)                                  | 27.1 (80,8)                                  | 27.6 (81,7)                                  | 28.2 (82,8)                                  | 28.5 (83,3)                                  | 28.4 (83,1)                                  | 28.7 (83,7)                                  | 28.9 (84)                                    | 28.5 (83,3)                                  | 28.0 (82,4)                                  | 27.1 (80,8)                                  | 27,8 (82)                                    |
| Minima medie °C (°F)                         | 24.3 (75,7)                                  | 24.4 (75,9)                                  | 24.8 (76,6)                                  | 25.5 (77,9)                                  | 26.3 (79,3)                                  | 26.4 (79,5)                                  | 26.1 (79)                                    | 26.3 (79,3)                                  | 26.5 (79,7)                                  | 26.2 (79,2)                                  | 25.6 (78,1)                                  | 24.8 (76,6)                                  | 25,6 (78,1)                                  |
| Minima istorică °C (°F)                      | 20.3 (68,5)                                  | 20.6 (69,1)                                  | 21.0 (69,8)                                  | 22.0 (71,6)                                  | 21.6 (70,9)                                  | 22.6 (72,7)                                  | 22.4 (72,3)                                  | 21.3 (70,3)                                  | 21.7 (71,1)                                  | 21.9 (71,4)                                  | 22.2 (72)                                    | 21.1 (70)                                    | 20,3 (68,5)                                  |
| Ploaie mm (inches)                           | 44.7 (1.76)                                  | 25.5 (1.004)                                 | 14.2 (0.559)                                 | 19.6 (0.772)                                 | 19.6 (0.772)                                 | 19.3 (0.76)                                  | 40.2 (1.583)                                 | 41.5 (1.634)                                 | 48.6 (1.913)                                 | 83.7 (3.295)                                 | 96.7 (3.807)                                 | 99.8 (3.929)                                 | 553,4 (21,787)                               |
| Umiditate [%]                                | 77.4                                         | 76.7                                         | 76.1                                         | 77.2                                         | 77.2                                         | 77.1                                         | 77.8                                         | 77.3                                         | 77.5                                         | 79.0                                         | 79.6                                         | 78.9                                         | 77,7                                         |
| Nr. mediu de zile ploioase (≥ 1.0 mm)        | 8.6                                          | 5.3                                          | 2.8                                          | 2.8                                          | 2.0                                          | 3.0                                          | 6.4                                          | 5.1                                          | 4.6                                          | 7.4                                          | 9.9                                          | 11.5                                         | 70,4                                         |
| Ore însorite                                 | 261.4                                        | 247.7                                        | 270.8                                        | 246.3                                        | 258.4                                        | 267.0                                        | 287.5                                        | 295.7                                        | 257.9                                        | 245.5                                        | 236.3                                        | 240.8                                        | 3.114,9                                      |
| Sursă: Meteorological Department Curaçao     |                                              |                                              |                                              |                                              |                                              |                                              |                                              |                                              |                                              |                                              |                                              |                                              |                                              |

## Galerie de imagini

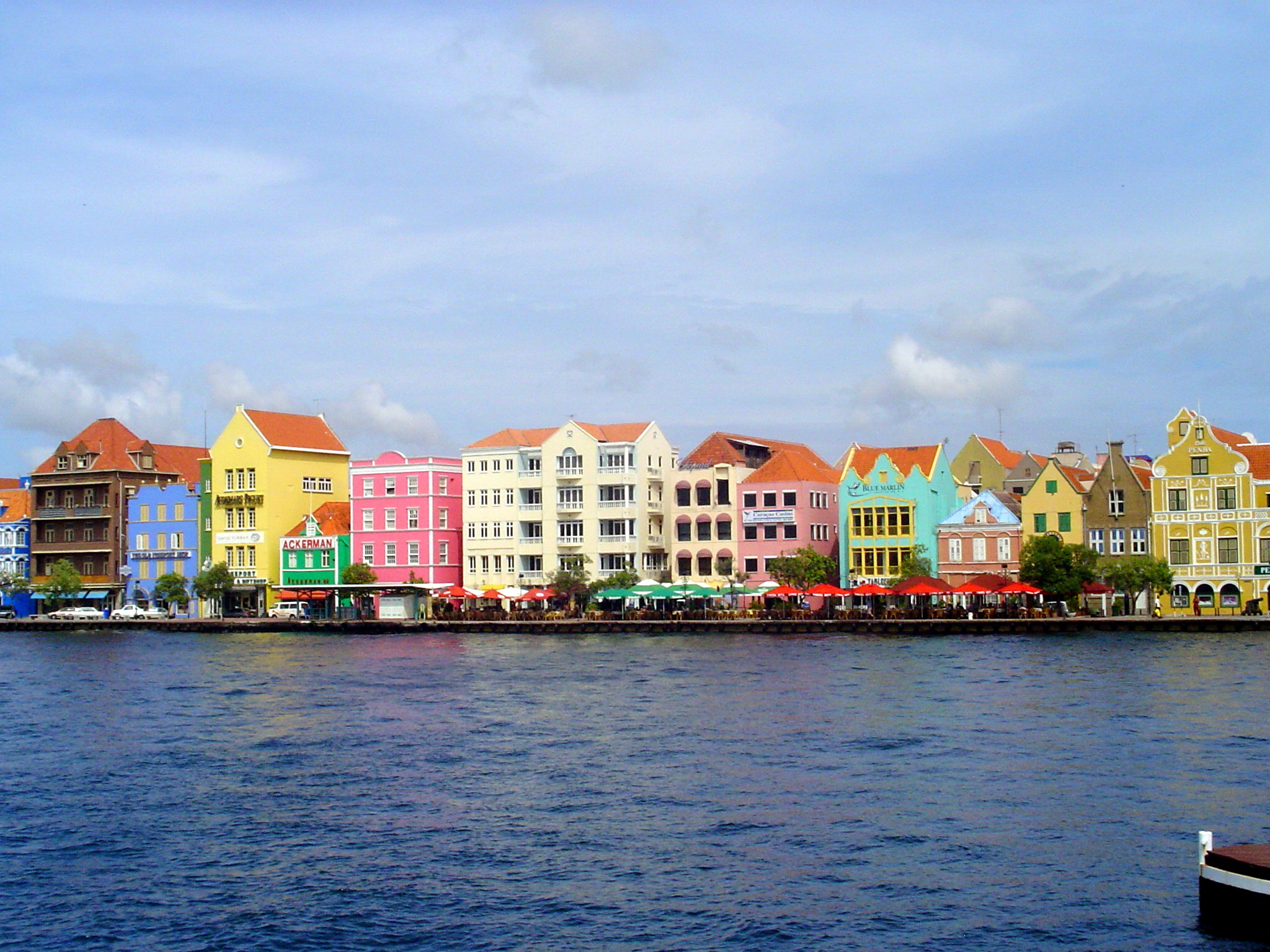
Willemstad (clădiri în stil olandez)
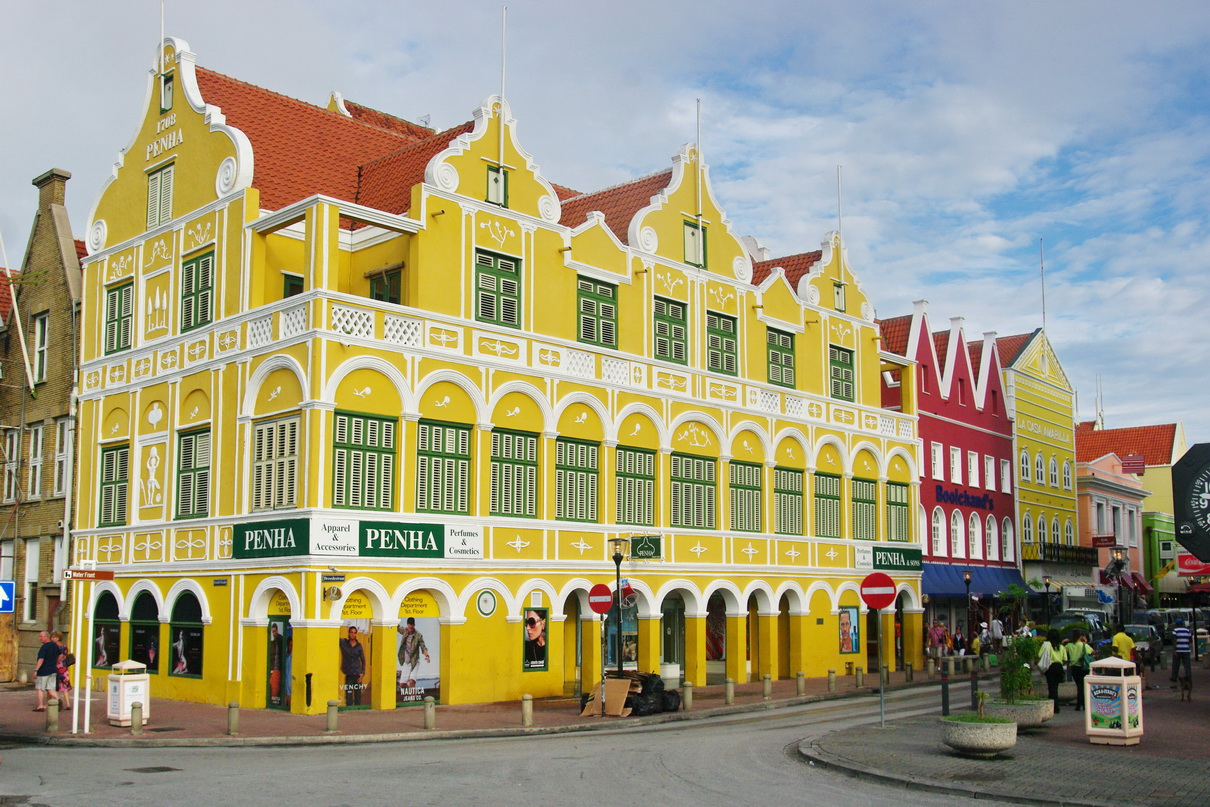
Clădirea Penha din Willemstad
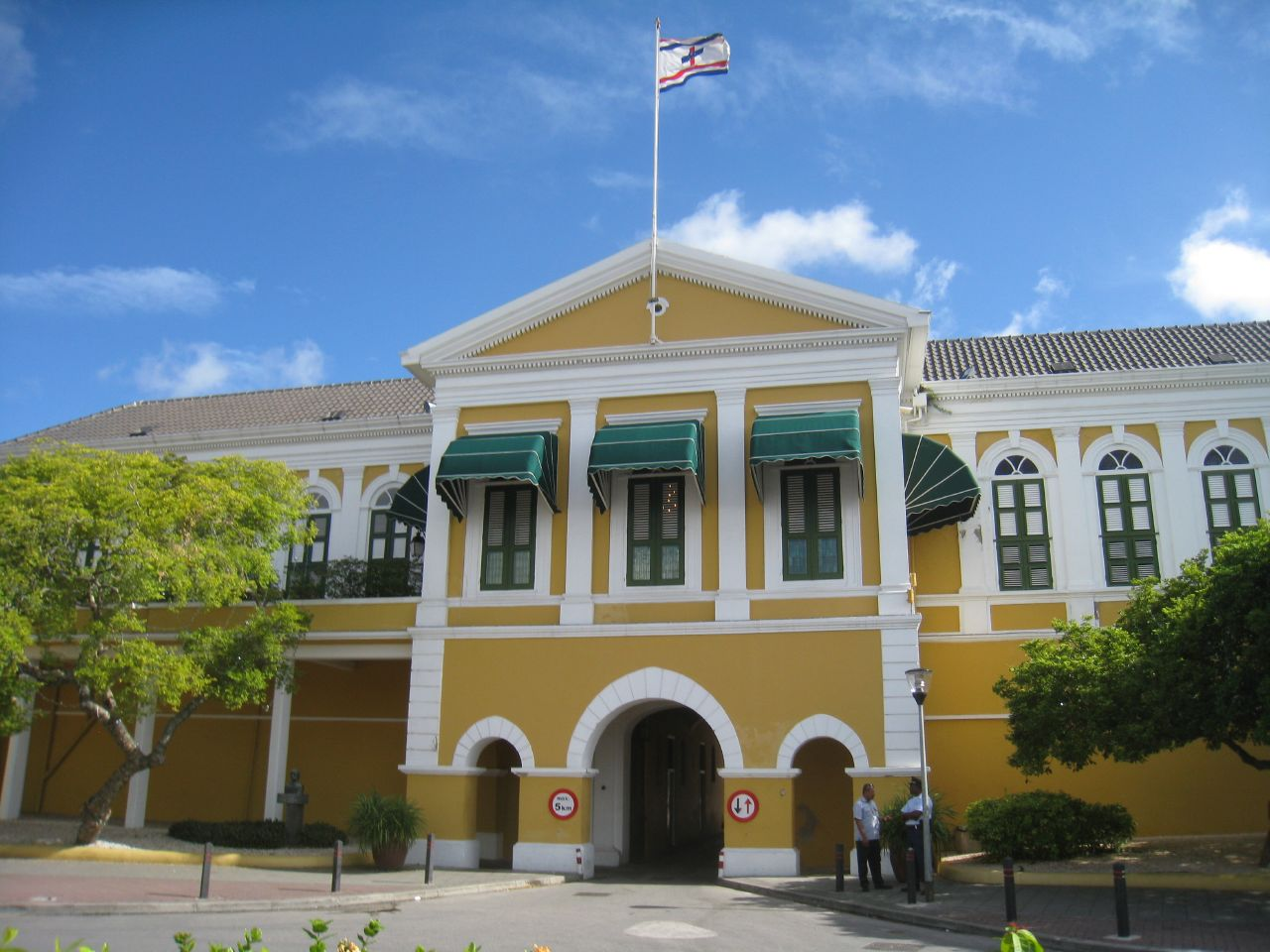
Fort Amsterdam (sediul guvernamental din Willemstad)
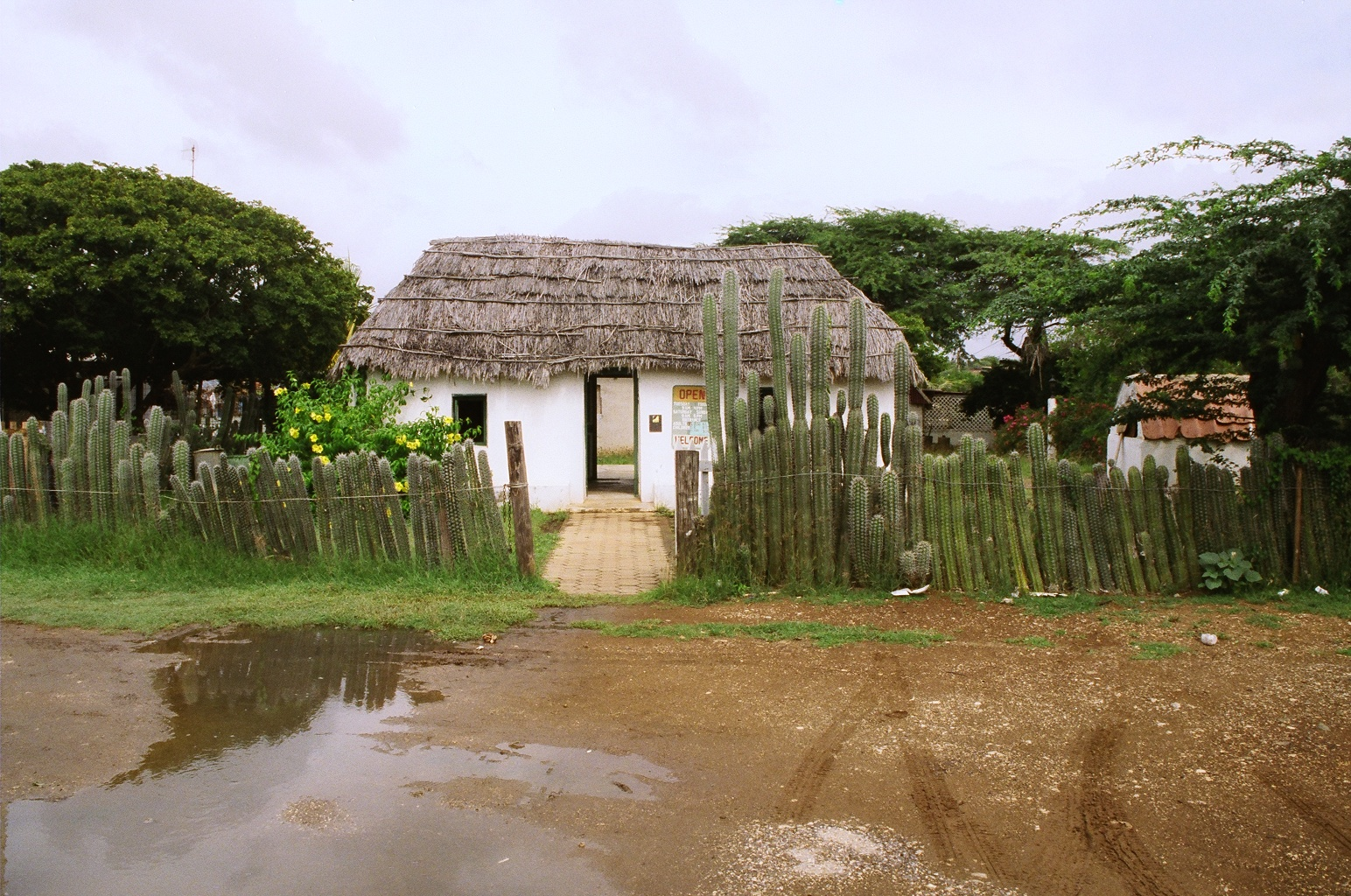
"Kunuku" (fostă casă originală de sclavi cu gard de cactuşi)
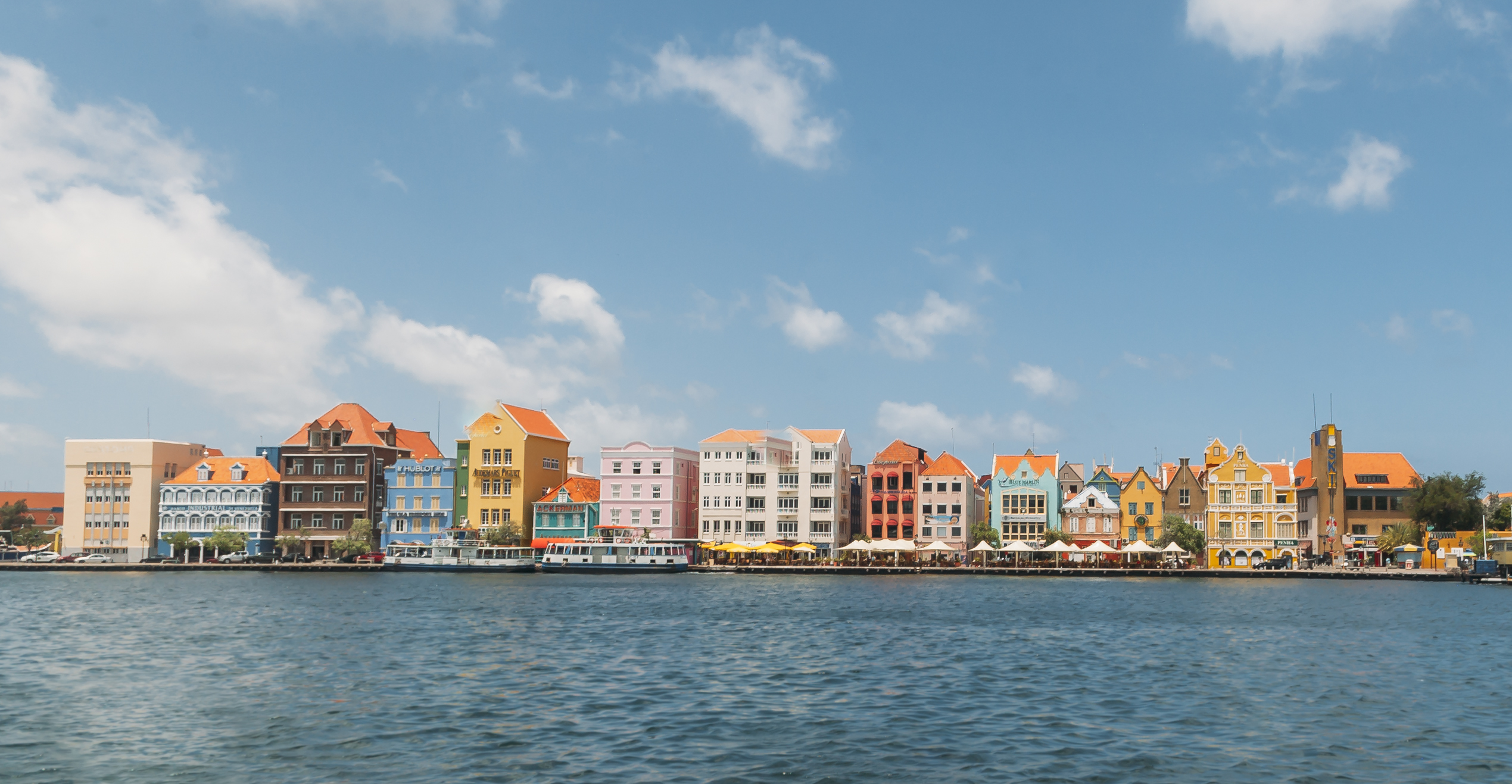